# Họ Thượng tiễn
Họ Thượng tiễn hay còn gọi là họ Tai voi, họ Rau tai voi (danh pháp khoa học: Gesneriaceae) là một họ thực vật có hoa chứa khoảng 152 chi và khoảng 3.540 loài cây tại khu vực nhiệt đới và cận nhiệt đới của Cựu thế giới và Tân thế giới, với một lượng nhỏ loài sinh sống tại khu vực ôn đới. Nhiều loài có hoa nhiều màu sắc rực rỡ và được trồng làm cây cảnh.
Phần lớn các loài trong họ là cây thân thảo hay cây bụi nhỏ sống lâu năm nhưng có một số loài là cây bụi thân gỗ hay cây gỗ nhỏ. Kiểu sắp xếp lá trên thân cây thường là mọc đối chữ thập, nhưng ở một vài nhóm cũng có kiểu mọc cách. Giống như các thành viên khác của bộ Hoa môi (Lamiales) hoa của chúng thường có tràng hoa đối xứng hai bên với các cánh hoa hợp thành ống và không có đặc trưng nào khác trong cấu trúc này để chia tách các thành viên của họ này ra khỏi các thành viên khác của bộ Lamiales. Họ Gesneriaceae khác với các họ có liên quan khác trong bộ Lamiales ở chỗ có cấu trúc cụm hoa bất thường, gọi là "xim hoa thành cặp đôi", nhưng một vài nhóm trong họ không có đặc trưng này, và một số họ khác của bộ Lamiales (như Calceolariaceae và một vài nhóm trong họ Scrophulariaceae) cũng chia sẻ đặc trưng này. Bầu nhụy có thể thượng, bán hạ hay hạ hoàn toàn, quả có thể là quả nang khô hay dày cùi thịt hoặc quả mọng. Hạt nhỏ và số lượng hạt nhiều. Gesneriaceae theo truyền thống được tách ra khỏi họ Scrophulariaceae do nó có bầu nhụy một ngăn chứ không phải bầu nhụy hai ngăn, với kiểu đính noãn thành vách chứ không đính trụ.
Trên cơ sở các khác biệt hình thái và địa lý sinh vật, họ này được chia ra thành 2-3 phân họ chính: phân họ Cyrtandroideae (Cyrtandraceae, Didymocarpoideae, Didymocarpaceae, Ramondaceae) chủ yếu tại khu vực Cựu thế giới, phân họ Gesnerioideae chủ yếu tại Tân thế giới và có thể là Epithematoideae chủ yếu tại Nam Á và Đông Nam Á. Chi lớn nhất và phân bố rộng khắp nhất là Cyrtandra, với khoảng 550-600 loài tại Đông Nam Á (Malaysia, Indonesia, Philippines và các đảo miền tây Thái Bình Dương xa tới tận khu vực quần đảo Hawaii.
Một vài nghiên cứu hệ thống hóa phân tử đã chỉ ra rằng họ Gesneriaceae không có quan hệ họ hàng gần với bất kỳ họ nào khác trong bộ Lamiales, mà mối quan hệ chị-em với họ Calceolariaceae gần đây đã được gợi ý. Các nghiên cứu khác cũng gợi ý rằng 2 chi nói chung hay đặt trong các họ khác, là Sanango và Peltanthera, có quan hệ họ hàng gần với Gesneriaceae hơn là so với các thành viên khác trong bộ Lamiales nhưng hiện nay vẫn chưa có sự đồng thuận về việc các chi đó nên đặt vào họ này hay không.
Chi Rehmannia đôi khi cũng được đặt trong họ Gesneriaceae nhưng hiện tại APG II coi nó là chi không đặt trong họ nào, mặc dù một số tác giả khác đặt nó trong họ Scrophulariaceae.
Một vài chi trong họ này là các cây trồng trong nhà phổ biến. Thành viên được nhiều nhà trồng vườn ưa thích là viôlét châu Phi trong chi Saintpaulia. Về phương diện văn hóa, Gesneriaceae được chia thành 3 nhóm trên cơ sở thân của chúng có được biến đổi hay không và biến đổi như thế nào thành các cơ quan tích lũy, lưu trữ: đó là các dạng thân rễ, thân củ, và "rễ chùm" (nghĩa là không có cấu trúc tích lũy), mặc dù tất cả các loài trong họ về thực chất chỉ có hệ rễ chùm.
Các nhà thực vật học có đóng góp đáng kể vào hệ thống học của họ này là George Bentham, Robert Brown, B.L. Burtt, C.B. Clarke, Olive M. Hilliard, Joseph Dalton Hooker, William Jackson Hooker, Karl Fritsch, Elmer Drew Merrill, Harold E. Moore, Jr., John L. Clark, Conrad Vernon Morton, Henry Nicholas Ridley, Laurence Skog, W.T. Wang, Anton Weber, Hans Wiehler.
Danh pháp khoa học của họ có nguồn gốc từ chi Gesneria, được đặt theo tên nhà nhân văn học Thụy Sĩ là Conrad Gessner.

## Phân loại
Phân loại dưới đây lấy theo Weber et al. (2013), với bổ sung 2 chi từ Middleton et al. (2014) và Middleton et al. (2015)
- Phân họ Sanangoideae A. Weber, J. L. Clark & Mich. Möller: 1 chi (Sanango), 1 loài (Sanango racemosum).
- Phân họ Gesnerioideae Burnett
  - Tông Titanotricheae: 1 chi (Titanotrichum), 1 loài (Titanotrichum oldhamii).
  - Tông Napeantheae: 1 chi (Napeanthus), trên 20 loài.
  - Tông Beslerieae: 9 chi, trên 250 loài.	
    - Phân tông Besleriinae: 4 chi (Besleria, Cremosperma, Gasteranthus, Reldia), trên 239 loài.
    - Phân tông Anetanthinae: 5 chi (Anetanthus, Cremospermopsis, Resia, Shuaria, Tylosacas), trên 12 loài.

  - Tông Coronanthereae: 9 chi, 21-28 loài.
    - Phân tông Coronantherinae: 2 chi (Coronanthera, Rhabdothamnus), 14-21 loài.
    - Phân tông Mitrariinae: 4 chi (Asteranthera, Fieldia, Mitraria, Sarmienta), 4 loài.
    - Phân tông Negriinae: 3 chi (Depanthus, Lenbrassia, Negria), 3 loài.

  - Tông Gesnerieae: 55 chi, trên 918 loài.
    - Phân tông Gesneriinae: 4 chi (Bellonia, Gesneria, Pheidonocarpa, Rhytidophyllum), 100 loài.
    - Phân tông Gloxiniinae: 21 chi (Achimenes, Amalophyllon, Chautemsia, Diastema, Eucodonia, Gloxinella, Gloxinia, Gloxiniopsis, Goyazia, Heppiella, Kohleria, Mandirola, Monopyle, Moussonia, Niphaea, Nomopyle, Pearcea, Phinaea, Seemannia, Smithiantha, Solenophora), trên 200 loài.
    - Phân tông Columneinae: 26 chi (Alloplectus, Alsobia, Christopheria, Chrysothemis, Cobananthus, Codonanthe, Codonanthopsis, Columnea, Corytoplectus, Crantzia, Cremersia, Drymonia, Episcia, Glossoloma, Lampadaria, Lembocarpus, Lesia, Nautilocalyx, Nematanthus, Neomortonia, Oerstedina, Pachycaulos, Pagothyra, Paradrymonia, Rhoogeton, Rufodorsia), trên 525 loài.
    - Phân tông Sphaerorrhizinae: 1 chi (Sphaerorrhiza), 2 loài.
    - Phân tông Ligeriinae: 3 chi (Paliavana, Sinningia, Vanhouttea), 91 loài.
- Phân họ Didymocarpoideae Arnott
  - Tông Epithemateae: 6-7 chi, trên 82 loài.
    - Phân tông Loxotidinae: 1 chi (Rhynchoglossum), khoảng 15 loài.
    - Phân tông Monophyllaeinae: 2 chi (Monophyllaea, Whytockia), trên 38 loài.
    - Phân tông Loxoniinae: 2-3 chi (Gyrogyne?, Loxonia, Stauranthera), trên 9 loài.
    - Phân tông Epithematinae: 1 chi (Epithema), trên 20 loài.

  - Tông Trichosporeae: 68-69 chi, 2.100-2.300 loài.
    - Phân tông Jerdoniinae: 1 chi (Jerdonia), 1 loài (Jerdonia indica).
    - Phân tông Corallodiscinae: 1 chi (Corallodiscus), 3-5 loài.
    - Phân tông Tetraphyllinae: 1 chi (Tetraphyllum), 3 loài.
    - Phân tông Leptoboeinae: 6 chi (Beccarinda, Boeica, Championia?, Leptoboea, Platystemma, Rhynchotechum), 43 loài.
    - Phân tông Ramondinae: 2-3 chi (Haberlea, Jancaea – có thể là đồng nghĩa của Ramonda, Ramonda), 5 loài.
    - Phân tông Litostigminae: 1 chi (Litostigma), 2 loài.
    - Phân tông Streptocarpinae: 9 chi (Acanthonema, Colpogyne, Hovanella, Linnaeopsis, Nodonema, Saintpaulia, Schizoboea, Streptocarpus, Trachystigma), 177 loài.
    - Phân tông Didissandrinae: 2 chi (Didissandra, Tribounia), 10 loài.
    - Phân tông Loxocarpinae: 13 chi (Boea, Damrongia, Emarhendia, Kaisupeea, Loxocarpus, Orchadocarpa, Ornithoboea, Paraboea, Rhabdothamnopsis, Senyumia, Somrania, Spelaeanthus, Streptocarpus châu Á), trên 202 loài.
    - Phân tông Didymocarpinae: 33 chi (Aeschynanthus, Agalmyla, Allocheilos, Allostigma, Anna, Billolivia, Briggsia, Briggsiopsis, Cathayanthe, Chayamaritia, Codonoboea, Conandron, Cyrtandra, Deinostigma, Didymocarpus, Didymostigma, Gyrocheilos, Hemiboea, Henckelia, Hexatheca, Liebigia, Loxostigma, Lysionotus, Metapetrocosmea, Microchirita, Oreocharis, Petrocodon, Petrocosmea, Primulina, Pseudochirita, Raphiocarpus, Ridleyandra, Sepikea), 1.670-1.840 loài.

## Các chi

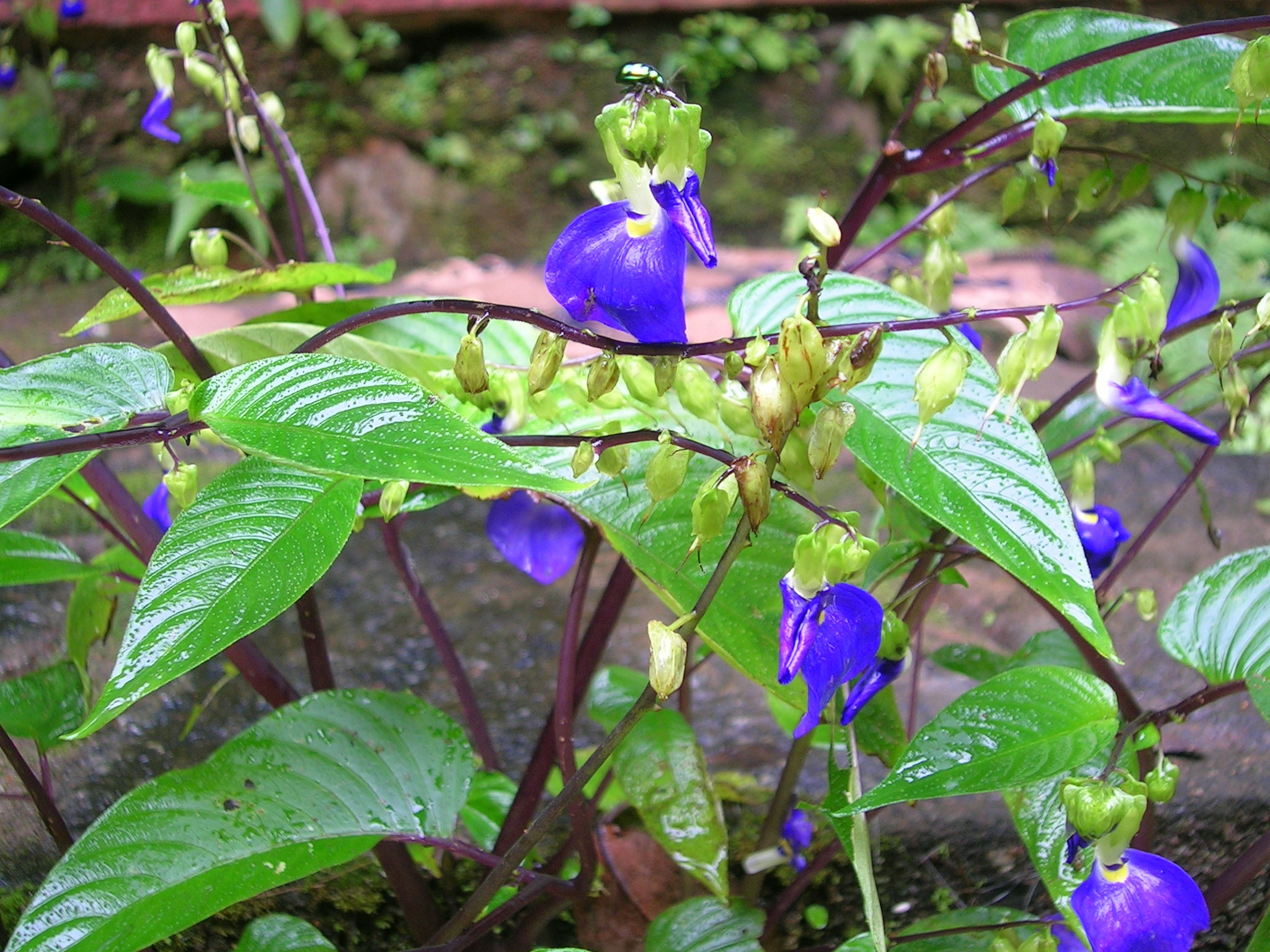
Rhynchoglossum notonianum

| - Achimenes - Aeschynanthus - Agalmyla - Alloplectus - Alsobia - Amalophyllon - Ancylostemon - Anodiscus - Asteranthera - Besleria - Billolivia - Boea - Briggsia - Bucinellina - Capanea - Chayamaritia - Chirita (rau tai voi) - Chiritopsis - Chrysothemis - Codonanthe - Columnea (cây cá vàng bay) - Conandron - Corallodiscus - Crantzia - thường gộp trong Alloplectus - Cyrtandra - Deinostigma - Diastema - Didissandra - Didymocarpus - Drymonia - Episcia (viôlét lửa) - Epithema - Eucodonia - Gasteranthus - Gesneria - Glossoloma - thường gộp trong Alloplectus - Gloxinella - Gloxinia - Gloxiniopsis | - Gyrogyne - Haberlea - Hemiboea - Henckelia - Isometrum - Jancaea - Koellikeria - Kohleria - Loxostigma - Lysionotus - Mandirola - Mitraria - Monopyle - Nautilocalyx - Nematanthus (cây cá vàng) - Neomortonia - Niphaea - Nomopyle - Opithandra - Oreocharis - Paliavana - Paraboea - Pearcea - Petrocosmea - Phinaea - Ramonda - Raphiocarpus - Sarmienta - Saintpaulia (viôlét châu Phi) - Seemannia - Sinningia - Smithiantha (chuông chùa) - Solenophora - Somrania - Sphaerorrhiza - Stauranthera - Streptocarpus (anh thảo Cape) - Titanotrichum - Tribounia - Tremacron |